# Merle de Fea
Turdus feae
Espèce
Statut de conservation UICN

 VU C2a(ii) : Vulnérable
Le Merle de Fea (Turdus feae) est une espèce de passereaux appartenant à la famille des Turdidae.

## Nomenclature
Son nom commémore l'artiste et explorateur italien Leonardo Fea (1852-1903).

## Habitats et répartition
Il niche dans les montagnes du nord-est de Chine (Shanxi et nord du Hebei) et hiverne au Sikkim, au Bengale et le nord-ouest de la Thaïlande.
Il est menacé par la perte de son habitat et la fragmentation de son territoire.